# پلانکتون و کارن
شلدون جیمز پلانکتون و کارین پلانگتون (انگلیسی: Plankton and Karen) آنتاگونیست‌های اصلی در مجموعه تلویزیونی متحرک آمریکایی باب‌اسفنجی شلوارمکعبی هستند. همچنین زندانیان زندان بیکینی باتم و پاتریک تنها مشتریان این رستوران هستند. طراحی آنها به ترتیب توسط مستر لارنس و جیل تالی انجام شده است. پلانکتون قصد دزدیدن فرمول همبرگر خرچنگی را دارد. آقای خرچنگ و پلانکتون در گذشته مانند برادر بوده‌اند اما به‌خاطر یک دستور پخت، دوستی آنها به دشمنی بدل شد.
جیل تالی گوینده شخصیت کارین همسر پلانکتون و مستر لارنس گوینده شخصیت پلانکتون است. کارین و پلانکتون یک فرزند به نام چیپ دارند که فقط در یک قسمت حضور داشته. جیل تالی در دنیای واقعی همسر تام کنی، گوینده شخصیت باب اسفنجی می‌باشد.